# Хаас, Шира
Шира Хаас (ивр. שירה האס‎; род. 11 мая 1995, Тель-Авив, Израиль) — израильская актриса театра, кино и телевидения.
В 2020 году она получила международное признание за свою роль в мини-сериале Netflix «Неортодоксальная». За эту работу она была номинирована на премию «Золотой глобус».

## Биография
Шира Хаас родилась 11 мая 1995 года в Тель-Авиве, в еврейской семье. Её родители, оба сабры, имеют польское, венгерское и чешское происхождение. Её дедушка, переживший Холокост, был заключённым в концлагере Освенцим во время Второй мировой войны.
В возрасте одного года Шира переехала с родителями в Ход ха-Шарон, в дом, где она провела большую часть своих ранних лет. Когда ей было два года, у неё был диагностирован рак почки, но она выздоровела через два года после серии тяжёлых процедур.
В 14 лет она начала играть в спектаклях Театра Камери, таких как «Гетто» (авт. Иешуа Соболь) и «Ричард III».
В 2010—2013 годах училась в Театральном художественном училище им. Тельмы Йеллин (Гиватаим), после чего добровольно служила в Театре Армии обороны Израиля, несмотря на освобождение от воинской обязанности по состоянию здоровья.
Она дебютировала на телевидении в роли Рухами Вайс в драматическом сериале «Штисель» в 2013 году.
Во время учёбы в училище к Хаас обратилась директор по кастингу Эстер Клинг через сообщение Facebook в 2014 году. Она пригласила Ширу пройти прослушивание на главную роль в фильме «Принцесса» (2014). Эта роль принесла Шире награду за лучшую женскую роль на Иерусалимском кинофестивале и на фестивале «Peace & Love» (Швеция), а также номинацию за лучшую женскую роль на церемонии вручения премии «Офир».
В 2016-м снялась в музыкальном клипе израильской певицы Сиван Талмор «I’ll Be».
В 2018-м, на церемонии вручения премии «Офир», Шира Хаас была номинирована на звание «Лучшая женская роль» за фильм «Разбитые зеркала» (2018) и «Лучшая женская роль второго плана» за фильм «Благородный дикарь» (2018) (последнюю награду она выиграла).
В 2019 году израильское издание журнала Forbes включило Ширу Хаас в рейтинг Forbes 30 Under 30. В 2021 году американское издание повторно включило её в этот рейтинг.
В 2020-м Хаас за роль в фильме «Ася» получила награду как лучшая иностранная актриса на фестивале Трайбека, который, в связи с пандемией COVID-19, состоялся онлайн.
В 2024 году на Телевизионном фестивале в Монте-Карло Шира Хаас стала лауреатом премии «Золотая Нимфа» в категории «Художественные фильмы» в номинации «Специальный приз жюри» за участие в израильском телесериале «Ночная терапия».
Международную известность ей принёс мини-сериал «Неортодоксальная», где она сыграла главную роль.
Сыграла роль израильской супергероини Сабов в фильме Marvel «Капитан Америка: Новый мир», который вышел на экраны в феврале 2025 года.
Помимо родного иврита, Шира Хаас говорит на английском, идише и русском языках.

## Фильмография
| Год       |     | Русское название           | Оригинальное название            | Роль                    |
| --------- | --- | -------------------------- | -------------------------------- | ----------------------- |
| 2013—2021 | с   | Штисель                    | שטיסל                            | Рухами Вайс             |
| 2014      | ф   | Принцесса                  | פרינסס                           | Адар                    |
| 2014      | кор | Подсолнухи                 | פרחי שמש                         | Девочка                 |
| 2014      | кор | Антилопа                   | אנטילופה                         | Анат                    |
| 2015      | ф   | Повесть о любви и тьме     | A Tale of Love and Darkness      | Фаня Кляуснер в детстве |
| 2015      | с   | Марио                      | מריו                             | Талли Гадот             |
| 2015      | с   | Ювелир                     | הצורף                            | Софи Бен Дэвид          |
| 2016      | с   | Принцип Замещения          | עקרון ההחלפה                     | Салам                   |
| 2016      | кор | Бюро находок               | Lost & Found                     | Рэйчел                  |
| 2017      | ф   | Жена смотрителя зоопарка   | The Zookeeper's Wife             | Урсула                  |
| 2017      | ф   | Фокстрот                   | פוקסטרוט                         | Альма Фельдман          |
| 2018      | ф   | Мария Магдалина            | Mary Magdalene                   | Леа                     |
| 2018      | с   | Кадабра                    | כדברא                            | Алекс                   |
| 2018      | с   | Гарем                      | הרמון                            | Тамар                   |
| 2018      | с   | Чудесная Страна            | ארץ נהדרת                        | Скаут                   |
| 2018      | ф   | Благородный дикарь         | פרא אציל                         | Анна                    |
| 2018      | ф   | Разбитые зеркала           | מראות שבורות                     | Ариэлла                 |
| 2018      | с   | Дирижёр                    | המנצח                            | Оди                     |
| 2020      | с   | Неортодоксальная           | Unorthodox                       | Эстер Шапиро            |
| 2020      | ф   | Ася                        | אסיה                             | Вика                    |
| 2020      | ф   | Эсав                       | Esau                             | Лия                     |
| 2023      | с   | Тела                       | Bodies                           | Айрис                   |
| 2024      | с   | Ночная терапия             | טיפול לילי                       | Ясмин, пациентка        |
| 2025      | ф   | Капитан Америка: Новый мир | Captain America: Brave New World | Рут Бат-Сераф           |